# Astronidium constrictum
Astronidium constrictum är en tvåhjärtbladig växtart som beskrevs av J.F. Maxwell. Astronidium constrictum ingår i släktet Astronidium och familjen Melastomataceae. Inga underarter finns listade i Catalogue of Life.